# AKINO (가수)
AKINO(아키노, 1989년 12월 31일 ~ )는 일본의 가수, 및 4형제 음악 유닛인 bless4의 멤버(차녀)이다. 본명: 카와미츠 아키노(川満愛希信). 아메리카 합중국 유타주 출신. 오키나와현 성장. 신장 163cm. 혈액형 B형. 특기는 태권도.

## 개요
bless4로서 2003년에 싱글 「Good Morning! Mr.Sunshine」으로 BMG JAPAN에서 메이저 데뷔. 이후의 bless4로서의 활동은 그 쪽의 항을 참조.
2005년에 칸노 요코 프로듀스 아래, 텔레비전 도쿄계 애니메이션 「창성의 아쿠에리온」의 테마 송(작사 이와사토 유호)을 담당. 동년 4월 27일에 싱글 「창성의 아쿠에리온」으로 빅터 엔터테인먼트에서 솔로 데뷔. 8월 24일에는 같이 애니메이션의 테마 송에 기용된 싱글 「Go Tight!」를 발표.
2007년 11월 7일, 첫 앨범 「Lost in Time」을 발표.
2009년 5월 20일 텔레비전 도쿄계 애니메이션 「창성의 아쿠에리온」JASRAC상 은상수상.

## 디스코그래피
특기없는 한정해 「AKINO」또는 「AKINO from bless4」명의.

### 싱글
| 매  | 발매일           | 타이틀                             | 규격품차례 | 최고위 | 비고                   |
| --- | ---------------- | ---------------------------------- | ---------- | ------ | ---------------------- |
| 1st | 2005년 4월 27일  | 창성의 아쿠에리온                  | VICL-35792 | 22위   |                        |
| 2nd | 2005년 8월 24일  | Go Tight!                          | VTCL-35113 | 18위   |                        |
| 3rd | 2012년 2월 15일  | 너의 신화 ~ 아쿠에리온 제2장       | VTCL-35125 | 3위    | AKINO with bless4 명의 |
| 4th | 2014년 10월 22일 | Extra Magic Hours                  | VTCL-35194 | 20위   | AKINO with bless4 명의 |
| 5th | 2015년2월 18일   | 미이로                             | VTCL-35202 | 5위    |                        |
| 6th | 2016년1월 27일   | Golden Life / OVERNIGHT REVOLUTION | VTCL-35223 | 56위   | AKINO with bless4 명의 |
| 6th | 2016년1월 27일   | OVERNIGHT REVOLUTION / Golden Life | VTCL-35224 | 56위   | AKINO with bless4 명의 |

### 앨범
| 매  | 발매일          | 타이틀       | 규격품차례 | 최고위 | 비고                   |
| --- | --------------- | ------------ | ---------- | ------ | ---------------------- |
| 1st | 2007년 11월 7일 | Lost in Time | VICL-35792 | 25위   |                        |
| 2nd | 2015년 3월 25일 | Decennia     | VTCL-60386 | 44위   | AKINO with bless4 명의 |

### 사운드 트랙
- 창성의 아쿠에리온 오리지널 사운드 트랙(2005년 6월 8일)
- * 황야의 히스(텔레비전 애니메이션 「창성의 아쿠에리온」 제14화 엔딩 테마)
- * 창성의 아쿠에리온 오빠님과
- 창성의 아쿠에리온 오리지널 사운드 트랙 2(2005년 9월 22일)
- * 니케 15세(텔레비전 애니메이션 「창성의 아쿠에리온」삽입노래)
- * Genesis of Aquarion(텔레비전 애니메이션 「창성의 아쿠에리온」삽입노래)
- 아크에리온 EVOL 이브의 시편(2012년 5월 23일)
- * 파라드키시칼 ZOO(AKINO with bless4 명의, 텔레비전 애니메이션 「아쿠에리온 EVOL」오프닝 테마)
- * 이브의 단편(텔레비전 애니메이션 「아쿠에리온 EVOL」삽입노래)
- 아쿠에리온 EVOL LOVE@New Dimension(2012년 7월 25일)
- * ZERO 제로(텔레비전 애니메이션 「아쿠에리온 EVOL」삽입노래)
- * Genesis of LOVE~사랑의 기원(AKINO with bless4 명의, 「창성의 아쿠에리온」의 뉴 버전)

## 타이업
| 악곡                         | 정체                                                      |
| ---------------------------- | --------------------------------------------------------- |
| 창성의 아쿠에리온            | 텔레비전 애니메이션 「창성의 아쿠에리온」전기 오프닝 테마 |
| Go Tight!                    | 텔레비전 애니메이션 「창성의 아쿠에리온」후기 오프닝 테마 |
| Chance To Shine              | 일불 합작 애니메이션 「오방 스타레이서즈」오프닝 테마     |
| 맨발                         | OVA 「창성의 아쿠에리온 -배반의 날개-」엔딩 테마          |
| 너의 신화 ~ 아쿠에리온 제2장 | 텔레비전 애니메이션 「아쿠에리온 EVOL」오프닝 테마        |
| 달빛 심포니아                | 텔레비전 애니메이션 「아쿠에리온 EVOL」엔딩 테마          |
| Extra Magic Hours            | 텔레비전 애니메이션 「아마기 브릴리언트 파크」오프닝 테마 |